# Delphyre distincta
Delphyre distincta är en fjärilsart som beskrevs av Rothschild 1912. Delphyre distincta ingår i släktet Delphyre och familjen björnspinnare. Inga underarter finns listade i Catalogue of Life.